# Adam Guettel
Adam Guettel, född 16 december 1964 i New York, är en amerikansk kompositör och sångtextförfattare inom musikal och opera. Han är son till Mary Rodgers och Henry Guettel samt barnbarn till Richard Rodgers.